# Душан Зинаја
Душан Зинаја (Будимпешта, 23. октобар 1893 — погинуо Загреб 26. септембар 1948) је био југословенски репрезентативац и тренер у фудбалу и олимпијац у скијашком трчању.
Фудбал је играо као нападач у загребачком ХАШК-а. У клубу је био капитен и референт.
Одиграо је само једну утакмицу за репрезентацију 10. јуна 1923. у Букурешту против Румуније која је завршила победом Југославије са 2:1. У тој утакмици играо је и његов млађи брат Бранко. Утакмица је ушла у историју југословенског фудбала јер су први пут заједно у репрезентацији играла два брата, што је касније био чест случај.
По завршеку каријере био је први наш фудбалер репрезентативац који је обављао функцију селектора националног екипе. Саставио је три репрезентације у периоду од 28. септембра 1924. до 4. новембра 1925. године.
На Зимским олимпијским играма 1924 у Шамонију у Француској учествао је у обе дисциплине скијашког трчања на 18 и 50 km. И првој је стигао 36 (последњи од оних који се завршили трку) са резултатом 2:12:19,4, а у другој није завршио трку.
Овим је постао први спортиста који је учествовао у репрезентацији Југославије у два спорта фудбалу и скијању.
Погинуо је у саобраћајној несрећи код села Поклек у близини Загреба.
Као селектор Фудбалске репрезентације Југославије био је од 8. септембра 1924 — 4. новембра 1925. у следећим утакмицама:
| Ред бр. | Датум              | 1, репрезентацја | Резултат  | 2. Репрезентација | Место  |
| ------- | ------------------ | ---------------- | --------- | ----------------- | ------ |
| 1.      | 8. септембар 1924. | Краљевина СХС    | 0:2 (0:0) | Чехословачка      | Загреб |
| 2.      | 28. октобар 1925.  | Чехословачка     | 7:0 (5:0) | Краљевина СХС     | Праг   |
| 3.      | 4. новембар 1925.  | Италија          | 2:1 (2:1) | Краљевина СХС     | Падова |

### Биланс успеха селектора
| Година  | Играла | Добила | Нерешила | Игубила | Голова дала | Голова примила | Гол-разлика |
| ------- | ------ | ------ | -------- | ------- | ----------- | -------------- | ----------- |
| 1924/25 | 3      | 0      | 0        | 3       | 1           | 11             | -10         |